# Shayna Jack
Shayna Jack (ur. 6 listopada 1998) – australijska pływaczka specjalizująca się w stylu dowolnym, mistrzyni olimpijska i wielokrotna mistrzyni świata.

## Kariera
W 2017 roku na mistrzostwach świata w Budapeszcie zdobyła cztery medale. Pierwszy z nich, srebrny, wywalczyła w sztafecie kobiecej 4 × 100 m stylem dowolnym. W wyścigu eliminacyjnym sztafet mieszanych 4 × 100 m stylem zmiennym wraz z Kaylee McKeown, Matthew Wilsonem i Grantem Irvinem ustanowiła nowy rekord Australii i Oceanii, który został jednak poprawiony kilka godzin później w finale przez reprezentację Australii (w innym składzie). Po tym jak Australijczycy zajęli w finale tej konkurencji drugie miejsce, otrzymała srebro. Jack zdobyła także dwa brązowe medale, płynąc w eliminacjach sztafet kobiecych 4 × 200 m stylem dowolnym i 4 × 100 m stylem zmiennym. Indywidualnie startowała na dystansie 50 m stylem dowolnym i z czasem 24,69 uplasowała się na 13. pozycji.

### Doping
W lipcu 2019 roku Jack miała wystartować w mistrzostwach świata w Gwangju, ale miesiąc wcześniej z nich zrezygnowała, jako powód podając powody osobiste. Pod koniec lipca poinformowano, że kontrola antydopingowa wykazała obecność w jej organizmie ligandrolu. Australijska Agencja Antydopingowa ukarała ją 4-letnią dyskwalifikacją rozpoczynającą się 12 lipca 2019 roku. Jack odwołała się od tej decyzji do Sportowego Sądu Arbitrażowego, który orzekł, że zawodniczka nieświadomie przyjęła środek dopingowy i skrócił okres dyskwalifikacji do 2 lat. 